# Малко градище
Малко градище (понякога неправилно изписвано като Малко Градище) е село в Южна България, област Хасково, община Любимец.

## География
Селото е разположено в северните поли на Източнородопския рид „Гората“. Включено е в състава на община Любимец, Хасковска област.
Отстои на 14 км югозаподно от град Любимец, на 18 км западно от Свиленград и на 64 км югоизточно от Хасково.
Граничи на изток със село Мезек и Сива река, на юг със село Вълче поле, на запад със село Орешец, на северозапад със село Черна могила и на север със село Лозен.
Пътувайки с кола, по асфалтовия път от Любимец за Ивайловград, след десетина минути се стига в с. Малко градище. В центъра на селото се простира голям площад, в средата на който се издига мраморен паметник в прослава на загиналите през войните малкоградищенски герои. Около площада са разположени сградите на кметството, здравния дом, търговската сграда, културния дом, кооперативната сграда, автоспирка с ресторант и голяма парк-градина. В центъра на селото е разполежена и винарна изградена в напълно автентичен български стил на строителство, в близост се намира и типичен за всяко село ракиен казан.
На 1 км южно се открива и невероятната гледка на водопади, докъдето се стига по екооътека Трите водопада.

## История
В периода на Османското владичество селото носи турското име Алвандере, което в превод означава благоуханно дере. Писмени сведения за него има в турските регистри от 1582 – 1628 г. Настоящото име Малко градище селото получава през 1906 г.
Най-старите културно–исторически следи в землището на селото датират от времето на траките. Доказателство за това е намиращият се на 6-7 км югозападно от селото култов тракийски комплекс Глухите камъни от XI - X в. пр.н.е. Това тракийско светилище е сред най-големите и най-внушителните както в България, така и на Балканския полуостров. Затова и интересът на учени и специалисти рязко нараства през последните години. Друго доказателство за богатото му историческо минало е това, че на 2-3 км северно от селото е минавал римски път (наричан Друма), който стига до Одрин и Истанбул.
В обобщен списък на джизието на немюсюлманите от селата от вилаета Чирмен за 1626-1627 година селото е отбелязано като Алван дереси, с 99 ханета (домакинства).
В епохата на Възраждането, в първата половина на XIX в., в селото е изграден един от първите православни храмове в района – църквата „Св. Атанасий“. Освещаването на храма става на 27 юли 1844 г. от гръцки митрополит. В тази църква е открито през 1862 г. първото килийно училище, с което се поставя началото на богата просветна дейност в селото. Църквата е обявена за паметник на културата с Протокол на Националния институт за паметници на културата от 25 януари 1977 г.

## Обществени институции
- Кметство, здравна служба, основно училище „Св. св. Кирил и Методий“ (обявено за средищно и защитено), целодневна детска градина, търговски сгради, културен дом – с киносалон (към момента не функционира) и библиотека.

## Забележителности
В селото има мраморен паметник, на който са изписани имената на неговите жители, загинали за свободата на България. Там също има и голяма чешма, на която е наречена южната махала Голямата чешма.
Глухите камъни са тракийски скален култов комплекс отпреди няколко хилядолетия. Намира се на няколко километра от селото в Североизточните Родопи. Няколкостотин трапецовидни ниши са издълбани върху монолитен скален блок висок 30 метра. Предполага се, че са използвани за погребални урни.
Сокол чешма – над селото, на 1-2 км по пътя за Ивайловград. 

## Редовни събития
- Всяка година на 2 август – Илинден, в селото се провежда традиционен събор (панаир). В навечерието винаги има танци. След това настъпва времето за „Ячка и пиячка“, така наречено от местните.
- Панаирът в селото е най-чаканото събитие за годината, защото тогава се събират всички местни жители и техните приятели.

## Личности
Родени в селото
- Константин Полихронов – Чауша, български революционер от ВМОРО[4]